# Bahnhof Waldenburg (Württ)
Der Bahnhof Waldenburg (Württ) befindet sich an der Bahnstrecke Crailsheim–Heilbronn. Von 1892 bis 1995 war er außerdem Ausgangspunkt der mittlerweile stillgelegten Kochertalbahn.
Das Empfangsgebäude befindet sich an der Straße Am Bahnhof 31 und liegt drei Kilometer nordöstlich von Waldenburg sowie 150 Höhenmeter niedriger.
Es sind zwei Zwischenbahnsteige an den beiden Durchgangsgleisen vorhanden. Am Hausbahnsteig wurde das Gleis 1 restlos beseitigt. Ebenso sind keine Abstell- und Ladegleise mehr vorhanden.
Waldenburg (Württ) wird heute von der Regionalexpress-Linie RE80 (Heilbronn–Crailsheim) und der Regionalbahn-Linie RB 83 (Heilbronn–Schwäbisch Hall-Hessental) bedient. Beide Linien fahren zweistündlich und überlagern sich zum angenäherten Stundentakt.
Der Bahnhof liegt im Tarifgebiet des Heilbronner Hohenloher Haller Nahverkehrs (HNV).